# Fabrice Mels
Fabrice Mels (* 17. August 1992 in Stekene-Sinaai) ist ein ehemaliger belgischer Mountainbiker, der sich auf die Disziplin Cross-Country Eliminator spezialisiert hatte.

## Sportlicher Werdegang
Im Jahr 2012 gewann Mels erstmals die nationalen Meisterschaften im Cross-country Eliminator (XCE), in der Saison 2013 erzielte er seinen ersten Weltcup-Erfolg. Die Saison 2014 war seine bisher stärkste: er gewann zwei Weltcup-Rennen und die Weltcup-Gesamtwertung im Eliminator. Bei den Mountainbike-Europameisterschaften wurde er Dritter und in Hafjell gewann er den Weltmeistertitel.
In den Jahren 2014 und 2015 startete Mels für die Teams Cibel bzw. Team 3M bei einigen wenigen Straßenrennen, konnte aber keine nennenswerten Erfolge erzielen und blieb ohne neuen Vertrag.
Nachdem im Eliminator in den Jahren 2015 und 2016 keine Weltcup-Rennen ausgetragen wurden, erzielte Mels 2018 und zuletzt 2019 jeweils in Winterberg im neu geschaffenen UCI-Mountainbike-Eliminator-Weltcup noch zwei weitere Einzelsiege.
Letztmals wurde Mels in der Saison 2020 in den Ergebnislisten der UCI geführt.

## Erfolge
| 2012 - Belgischer Meister – XCE 2013 - Belgischer Meister – XCE - ein Weltcup-Erfolg – XCE 2014 - Weltmeister – XCE - Europameisterschaften – XCE - Belgischer Meister – XCE - zwei Weltcup-Erfolge – XCE - Weltcup-Gesamtwertung – XCE | 2015 - Belgischer Meister – XCE 2016 - Weltmeisterschaften – XCE - Belgischer Meister – XCE 2018 - ein Weltcup-Erfolg – XCE 2019 - ein Weltcup-Erfolg – XCE |